# الأنوار (صحيفة لبنانية)
جريدة الأنوار كانت صحيفة يومية سياسية بارزة تصدر في لبنان تصدر عن دار الصياد اللبنانية. تأسست عام 1959 وتوقفت عن الصدور في أكتوبر / تشرين الثاني 2018 بعد صدور متواصل لـ 58 عاما. كما توقف بذات التاريخ مجلات مهمة تصدر من دار الصياد ومنها مجلة الصياد السياسة العامة ومجلة الشبكة الفنية.